# Гнатов Андрій Вікторович
Андрій Вікторович Гнатов — український офіцер, генерал-майор, начальник Генерального штабу Збройних сил України (з 2025), член Ставки Верховного Головнокомандувача України (з 28.03.2025)

## Життєпис
2001 року закінчив Харківський інститут танкових військ.
У 2016—2018 роках обіймав посаду начальника штабу — заступника командира 36-ї окремої бригади морської піхоти.
У 2018 році зі створенням командування Морської піхоти України — призначений командиром 36-ї окремої бригади морської піхоти, яку очолював до 2021 року.
2019 року «прокуратура» терористичного угруповання "ДНР" порушила «справу» проти Гнатова за «Вчинення терористичного акту».
На 2022 рік — начальник штабу — заступник командувача військ оперативного командування «Південь» Сухопутних військ Збройних Сил України. Командувач ОУВ «Примор'я» (Одеський напрямок).
У червні 2022 року присвоєно військове звання «бригадного генерала».
Навесні 2023 року керував обороною Бахмута (ОТУ «Соледар»), який входив до зони відповідальності ОСУВ «Хортиця», з другого місяця з моменту загострення боїв за місто.
З жовтня 2023 року командував ОСУВ «Одеса».
З кінця 2023 року до лютого 2024 року очолював ТГр «Куп'янськ» і був командиром 30-го корпусу морської піхоти ВМС України.
У лютому 2024 року призначений командувачем військ оперативного командування «Схід».
24 червня 2024 року президент України Володимир Зеленський призначив Андрія Гнатова Командувачем об'єднаних сил Збройних Сил України.
23 серпня 2024 року — присвоєно звання генерал-майора.
26 лютого 2025 року звільнений з посади Командувача об'єднаних сил Збройних Сил України. Наступного дня призначено заступником начальника Генерального штабу Збройних сил України.
16 березня 2025 року призначений Начальником Генерального штабу Збройних сил України.

## Військові звання
- підполковник (на 03.07.2015)
- полковник (на 30.04.2018)
- бригадний генерал (з 17.06.2022)[14]
- генерал-майор (23.08.2024)[9]

## Нагороди
- Хрест бойових заслуг (27 липня 2022) — за визначні особисті заслуги у захисті державного суверенітету та територіальної цілісності України, самовіддане служіння Українському народу, вірність військовій присязі.[15]
- Орден Богдана Хмельницького III ст. (21 серпня 2020) — за вагомий особистий внесок у зміцнення обороноздатності Української держави, мужність, виявлену під час бойових дій, зразкове виконання службових обов'язків та високий професіоналізм.[16]
- Медаль «За військову службу Україні» (3 липня 2015) — за мужність і високий професіоналізм, виявлені у захисті державного суверенітету та територіальної цілісності України, підтримання боєздатності Військово-Морських Сил Збройних Сил України, вірність військовій присязі.[17][18]

### Інтерв'ю
- Генерал Андрій Гнатов. Перше інтерв'ю нового командувача Об'єднаними силами ЗСУ.